# 關聯式資料庫管理系統
關聯式資料庫管理系統（英語：Relational Database Management System，縮寫為RDBMS）是管理关系数据库的数据库管理系统。关系数据库是將数据间的关系以数据库表的形式加以表达，并将数据存儲在表格中，以便于查询。

## 特色
1. 创建多个关系表来存入信息
2. 提供一种通用的交互式查询语言
3. 可以通过多表关系来查询数据
4. 将系统自身的信息也提供为一个表或目录，称为系统表，用于交互查询。